# Laura Cosoi
Laura Ana Cosoi (n. 2 ianuarie 1982, Iași), cunoscută mai ales ca Laura Cosoi, este o actriță română de film, teatru, televiziune și voce, una dintre actrițele vedetă ale postului de televiziune PRO TV.
E măritată cu afaceristul Cosmin Curticăpean, din 2015. 

## Filmografie
- La bloc (2002) - Adina
- Fete cu lipici (2005) - Adina
- Cu un pas înainte (2007) - Mara
- Un film simplu (2008) - Mia Trailer
- Aniela (2009) - Tantzi
- Moștenirea (2010) - Grazia
- Nașa (2011) - soția lui Manase Trailer
- Becoming (2013)
- Cel Ales (2014) Trailer
- Pup-o mă! 3: Înfruntarea bacilor (2022) - Mina

- Ghici cine te sună, Teatrul Elisabeta

- Hamlet, Teatrul Nottara
- Portret la minut, Teatrul Elisabeta

### Interviuri
- Laura Cosoi - Ochii mei albastri mi-au deschis toate usile Arhivat în 1 februarie 2014, la Wayback Machine., 20 mai 2010, Alice Nastase Buciuta, Revista Tango
- Laura Cosoi, actriță: „N-aș putea renunța niciodată la dans“, 29 mai 2011, Oana Botezatu, Adevărul
- Laura Cosoi: Pentru mine este foarte important ca Andrei sa ma redescopere Arhivat în 1 februarie 2014, la Wayback Machine., 30 noiembrie 2011, Corina Stoica, Revista Tango
- LAURA COSOI - "In loc sa te pierzi in mare, mai bine sa te pierzi in mic. In esente", Ines Hristea, Formula AS - anul 2012, numărul 1009

1. ↑  Diana, Stamen (26 iunie 2022), Laura Cosoi a fost externată. Actrița a ajuns acasă cu cea de-a treia fetiță: „Infinit de emoții”, Libertatea